# Фрук, Тони
Тони Фрук (хорв. Toni Fruk; род. 9 марта 2001, Нашице, Осиецко-Бараньская жупания) — хорватский футболист, полузащитник клуба «Риека».

## Клубная карьера
Фрук — воспитанник клубов НАСК, «Лимак Осиек», бельгийского «Мускрон-Перювельз» и итальянской «Фиорентины». Летом 2020 года итальянцы отдали в аренду игрока в загребскую «Дубраву». 16 октября в матче против «Сесвете» он дебютировал в хорватской ФНЛ. 12 декабря в поединке против дублёров «Осиека» Тони забил свой первый гол за «Дубраву». Летом 2021 года Фрук был арендован клубом «Горица». 17 июля в матче против «Риеки» он дебютировал в чемпионате Хорватии. 26 сентября в поединке против «Риеки» Тони забил свой первый гол за «Горицу».
12 июля 2023 года Фрук подписал четырёхлетний контракт с «Риекой».